# Svinná (okres Trenčín)
Svinná (maďarsky Bercsény, do roku 1907 Szvinna) je obec na Slovensku v okrese Trenčín. V roce 2015 zde žilo 1 594 obyvatel. První písemná zmínka o obci pochází z roku 1439.

## Památky
V obci stojí římskokatolický Kostel Povýšení svatého Kříže z roku 1923.